# Amiran Kardanov
Amiran Kardanov (rusky Амиран Карданов, řecky Αμιράν Καρντάνοφ (Amiran Karntanov)) (* 19. srpna 1976, Čikola, Sovětský svaz) je ruský zápasník volnostylař osetského (digorského) původu, olympijský medailista z roku 2000, který od roku 1996 reprezentuje Řecko.

## Sportovní kariéra
S volným stylem začínal ve Vladikavkazu v klubu Alania vedeném Arsenem Fadzajevem. Jako úspěšný juniorský zápasník přijal v roce 1995 nabídku reprezentovat Řecko. Řecké občanství získal na základě falešných dokumentů, které deklarovaly jeho řecký původ. V roce 1996 startoval na olympijských hrách v Atlantě a po dvou porážkách v prvním a druhém kole ukončil předčasně své vystoupení. V Řecku byl zaměstnancem armády v Peristeri, většinu času s přípravou však trávil doma ve Vladikavkazu. V roce 2000 startoval na olympijských hrách v Sydney a po postupu ze základní skupiny prohrál v semifinále s Ázerbájdžáncem Namigem Abdullajevem. V boji o třetí místo porazil Germana Kontojeva z Běloruska a získal bronzovou olympijskou medaili. Byla to teprve druhá olympijská medaile pro řecký volný styl z olympijských her od roku 1980. V roce 2002 se k soudu dostala kauza s falešnými doklady, které předložil úřadům k získání řeckého občanství. Za čin padělání mu hrozilo odebrání občanství a 5měsíční vězení. Občanství mu nakonec soud ponechal a v roce 2004 mohl Řecko reprezentovat na domácích olympijských hrách v Athénách. Po postupu ze základní skupiny prohrál v semifinále s Mavletem Batyrovem z Ruska, v boji o třetí místo podlehl Japonci Čikaru Tanabeovi a skončil na 4. místě. V roce 2008 se na olympijské hry v Pekingu nekvalifikoval a podobně neúspěšně dopadl v roce 2012 při olympijské kvalifikaci na olympijské hry v Londýně.

## Výsledky
| Turnaj             | 1996      | 1997      | 1998      | 1999      | 2000      | 2001      | 2002           | 2003           | 2004           | 2005           | 2006           | 2007           | 2008           |
| Turnaj             | 20        | 21        | 22        | 23        | 24        | 25        | 26             | 27             | 28             | 29             | 30             | 31             | 32             |
| Turnaj             | muší váha | muší váha | muší váha | muší váha | muší váha | muší váha | bantamová váha | bantamová váha | bantamová váha | bantamová váha | bantamová váha | bantamová váha | bantamová váha |
| ------------------ | --------- | --------- | --------- | --------- | --------- | --------- | -------------- | -------------- | -------------- | -------------- | -------------- | -------------- | -------------- |
| Olympijské hry     | 16.       |           |           |           | 3.        |           |                |                | 4.             |                |                |                | —              |
| Mistrovství světa  |           | —         | 4.        | 10.       |           | 10.       | 13.            | 6.             |                | —              | 10.            | 21.            |                |
| Mistrovství Evropy | 7.        | —         | 3.        | 11.       | 4.        | 2.        | 11.            | 2.             | 4.             | —              | 3.             | —              | 17.            |